# Nina Rosenwald
Nina Rosenwald, née à New York, est une activiste politique américaine, qui se présente aussi comme philanthrope, mais également surnommée la « Sugar Mama de la haine anti-musulmane » en raison de ses prises de positions et investissements financiers.
Héritière de la fortune de Sears et Roebuck, elle est vice-présidente du trust financier familial (William Rosenwald Family Fund) et elle copréside notamment le conseil d'administration de l'American Securities Management. Elle est fondatrice et première présidente du Gatestone Institute,,, un think tank basé à New York (créé en 2008) mettant l'accent sur les menaces qui, selon Nina Rosenwald et ses partenaires, augmentent dans le monde, de manière concertée, contre la « civilisation blanche » (civilisation qui inclut Israël menacé par la Palestine ou les pays islamisés périphériques), dont via l'islam et la puissance montante de la Chine.
L'organisation Gatestone a attiré l'attention dans divers pays pour avoir publié de fausses nouvelles et être une source de mensonges devenus viraux sur l'Internet et certains réseaux sociaux,,.
Descendant d'une famille comprenant des philanthropes et de réfugiés juifs d'Europe de l'Est, Nina Rosenwald s'est concentrée sur les dons faits à des organisations pro-israéliennes et/ou anti-islam. 
Elle a été décrite comme ayant été « toute sa vie une ardente sioniste ».
Certains l'ont aussi classée, ainsi que son « Institut Gatestone » comme anti-musulman,,.

## Famille
Née et élevée à New York, Nina Rosenwald est l'une des trois filles de William Rosenwald et Mary Kurtz Rosenwald.
Elle a deux sœurs : Elizabeth R. Varet et Alice Rosenwald
Son grand-père, Julius Rosenwald, a été l'un des premiers investisseurs dans Sears, Roebuck Company, et Président de la société de 1908 à 1924.
Puis, jusqu'à sa mort (en janvier 1932) il occupa le poste de PDG. En 1912, il s'associa avec Booker T. Washington et le Tuskegee Normal and Industrial Institute (aujourd'hui Tuskegee University) pour construire plus de 5 000 écoles pour les enfants afro-américains dans tout le Sud.
Le père de Rosenwald a déménagé de Chicago à New York au début des années 1930 et a été président de la société d'investissement American Securities.
En 1939, il était l'un des trois membres fondateurs de l'organisation faîtière philanthropique juive United Jewish Appeal (UJA). La mère de Rosenwald (violoniste professionnelle), fut doublement réfugiée de la révolution russe, et du nazisme quand il s'est étendu en Allemagne.

## Éducation
Nina Rosenwald a obtenu un BA du Sarah Lawrence College à Yonkers, New York et sa maîtrise en anglais de l'université de New York.[réf. nécessaire]

## Femme d'affaires
Nina Rosenwald a été présidente et trésorière du Fonds Abstraction et vice-présidente du conseil d'administration de l'American Securities Management.

## Activisme politique
Il daterait des années 1970, initié par un soutien au sénateur Henry M. « Scoop » Jackson.
Elle a ensuite soutenu les campagnes du sénateur Daniel Patrick Moynihan, siégeant pendant de nombreuses années à son comité des finances électorales.
En 1984, Rosenwald a été nommée au Comité des règles de la Convention nationale démocrate de San Francisco. Puis et elle a été la déléguée de New York à la Convention nationale démocrate de 1996.
Selon le site Web « Right Web » (Institute for Policy Studies), les dons de Rosenwald aux organisations pro-israéliennes lui ont valu une place d'influenceuse considérable dans les milieux pro-Israël.
Nina Rosenwald a siégé au conseil d'administration de nombreuses organisations pro-israéliennes, notamment le Washington Institute for Near East Policy (WINEP), l'American Israel Public Affairs Committee (AIPAC) et le Hudson Institute. Elle fut aussi vice-présidente du Jewish Institute for National Security Affairs (JINSA).
En 2003, elle a reçu le prix Louis Brandeis, décerné par l'Organisation sioniste d'Amérique pour son plaidoyer pro-Israël.
Connue pour avoir fondé et présidé le Gatestone Institute, qui a notamment reçu le soutien de la famille Mercier, qui lui a versé 50 000 $ en 2014, puis le double en 2015 : 100 000 $ (Gatestone n’a pas répondu à une demande visant à savoir si le soutien de Mercers et le rôle de Rebekah Mercer au sein du conseil des gouverneurs sont liés à de nouveaux programmes ou initiatives au sein de l’organisation).
Elle siège aussi en tant que présidente aux conseils d'administration des droits de l'homme en Chine, du Middle East Forum, du Committee for Accuracy in Middle East Reporting in America (CAMERA), du National Committee on American Foreign Policy, l'Institut d'études sur la sécurité nationale (Israël) qui lève des fonds pour élargir l'accès à l'enseignement supérieur pour tous les Israéliens (musulmans, chrétiens compris).
Elle est membre du Council on Foreign Relations, membre fondateur du Board of Regents du Center for Security Policy et ancienne membre du conseil d'administration de l'American Israel Public Affairs Committee (AIPAC).[réf. nécessaire] En 2011, elle faisait partie des hôtes de marque du Gala de l'AIPAC.
Son « fonds familial » a apporté un soutien financier à deux institutions situées dans des colonies de Cisjordanie : la Beit El yeshiva (qui conseille à ses étudiants de défier les ordres du gouvernement quand il conseille d'évacuer les avant-postes illégaux), et l'université d'Ariel (qui s'est établie hors du territoire souverain d'Israël et a fait en 2011 l'objet d'un boycott de la part de 145 autres universitaires israéliens en protestation contre une nouvelle expansion des colonies israéliennes,).
D'autres dons passent par le « Central Fund of Israel » , une ONG basée à New York, qui serait l’un des principaux moyens de transfert des dons américains vers les colonies « endurcies » de Cisjordanie.
Nina Rosenwald a démissionné du conseil d'administration de la Freedom House en 2007, arguant que celui-ci avait radicalement changé et dépendait trop des largesses publiques et du financement du gouvernement. Plutôt qu'une « voix pour la liberté », a-t-elle soutenu, le Freedom House est selon elle devenue « à peine plus qu'un Beltway bandit » (expression désignant entreprise privée située proche de Washington principalement consacrée à donner des conseils au gouvernement des États-Unis). Cette même année 2007, le Washington Post répertoriait Nina Rosenwald parmi les « personnes de moyens et d'influence » ayant collecté le plus de fonds pour faire pression sur le président Bush afin qu'il pardonne à l'avocat et ancien chef de cabinet du vice-président Dick Cheney : Lewis Libby qui venait d'être condamné pour parjure, obstruction à la justice lors de l'enquête d'un Grand Jury et faux témoignage lors d'une enquête fédérale. George W. Bush a finalement usé de son pouvoir de clémence pour lui éviter la prison.

### Allégations d'islamophobie
Max Blumenthal, écrivant pour The Nation, a déclaré que Nina Rosenwald avait fait don de plus de 2,8 millions de dollars aux organisations suivantes depuis 2000: 
- le Gatestone Institute ;
- le Center for Security Policy ;
- Project ijtihad ;
- le American Islamic Forum for Democracy (Forum islamique américain pour la démocratie ;
- le Middle East Forum (Forum du Moyen-Orient qui a reçu 2,3 millions de dollars de Rosenwald en 10 ans, de 2002 à 2012) ;
- le Clarion Fund ;
- le magazine Commentary ;
- le Hudson Institute.

Nina Rosenwald a également financé David Horowitz et Brigitte Gabriel (journaliste libano-américaine d'origine chrétienne, Hanan Qahwaji de son vrai nom, conservatrice et très critique de l'Islam), ce qui a conduit le magazine The Nation, dans son numéro « Islamophobie » (2-9 juillet 2012), à l'appeler « la Sugar Mama de la haine anti-musulmane ».
Certains musulmans ont nuancé cette allégation d'islamophobie quand ils ont été critiqués par le Conseil des relations américano-islamiques (CAIR) pour avoir eux-mêmes en 2013 versé plus de 1 000 000 dollars à des groupes islamophobes. Plusieurs personnalités musulmanes affiliées au Gatestone Institute (créé par Nina Rosenwald), dont Zuhdi Jasser (ancien lieutenant-commandant de la marine des États-Unis, et fondateur et président du Forum islamique américain pour la démocratie (AIFD), l'ont défendu. Jasser a dit :
Cela va sans dire, mais pour ceux qui ne connaissent peut-être pas Nina, et l'ayant connue maintenant depuis de nombreuses années, il est clair pour moi qu'elle a le plus grand respect pour les musulmans qui aiment leur foi, aiment Dieu et prennent au sérieux notre islam. responsabilité de vaincre le jihad mondial et son inspiration islamiste.
 En réponse aux allégations anti-musulmanes faites par le Conseil des relations américano-islamiques (CAIR) à l'égard de Rosenwald, l'écrivain et cinéaste Raheel Raza a déclaré : « Si les musulmans guidés par le CAIR pouvaient prendre le temps de lire et de réfléchir aux efforts de personnes comme Nina, ils élargiraient leurs horizons et gagneraient beaucoup d'idées sur l'amélioration des musulmans ».